# Perry megye (Indiana)
Perry megye az Amerikai Egyesült Államokban, azon belül Indiana államban található. Megyeszékhelye és legnagyobb városa Tell City. Lakosainak száma 19 170 fő (2020. április 1.).

## Szomszédos megyék
- Crawford megye (észak)
- Spencer megye (nyugat)
- Dubois megye (északnyugat)
- Meade megye (délkelet)
- Breckinridge megye (dél)
- Hancock megye (délnyugat)

## Népesség
A megye népességének változása:
| Lakosok száma | 19 422 | 19 474 | 19 466 | 19 558 | 19 347 | 19 170 |
|               | 2010   | 2011   | 2012   | 2013   | 2015   | 2020   |